# リバート

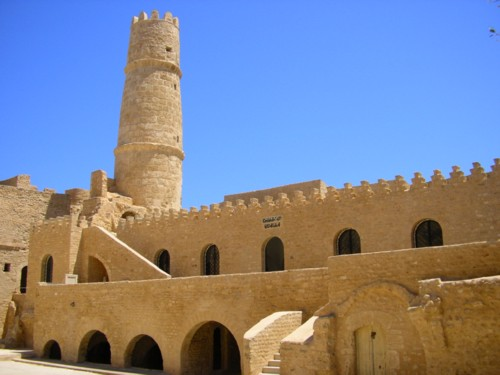
チュニジア・モナスティルにあるリバート

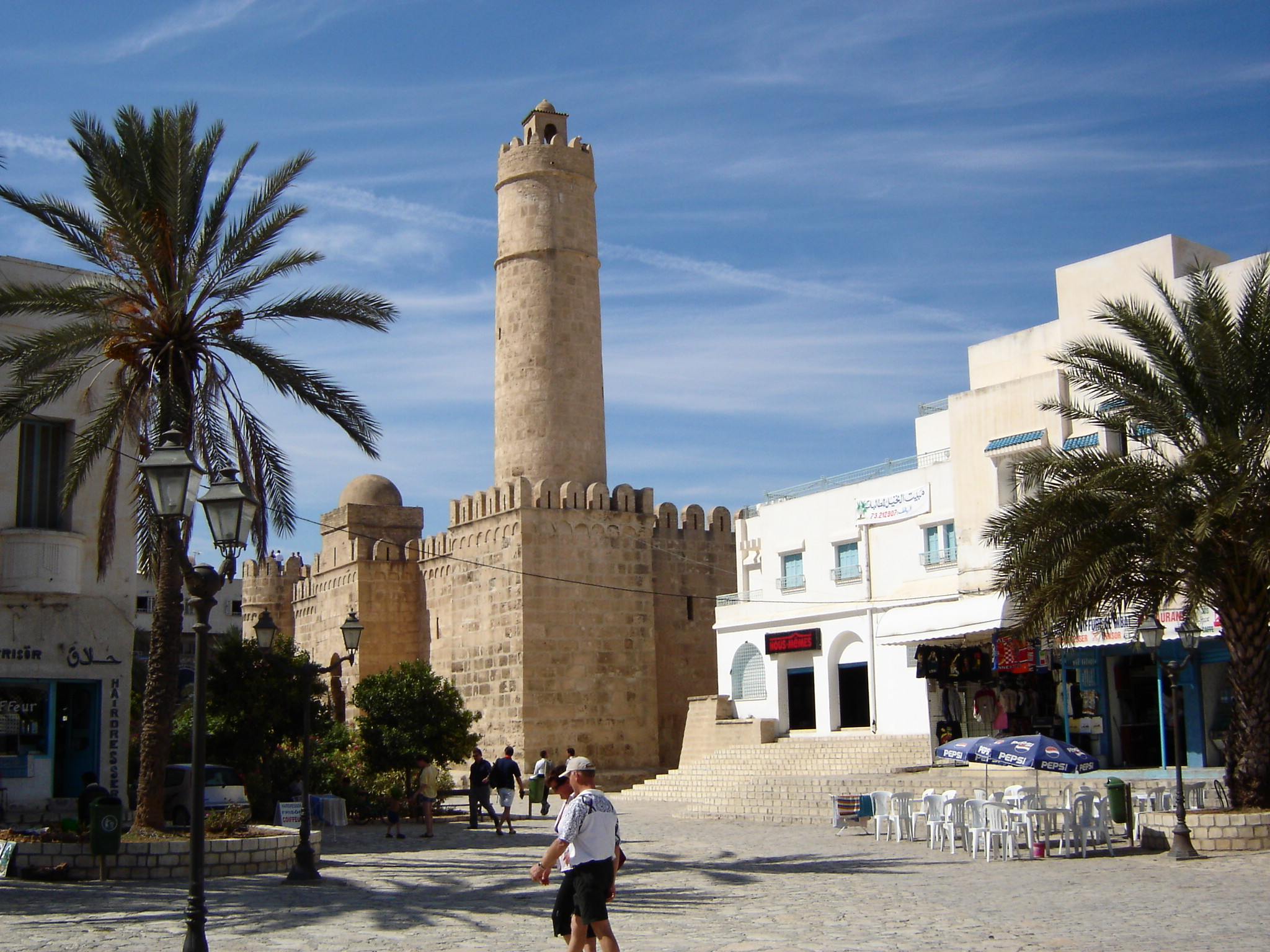
チュニジア・スースにあるリバート

リバート（アラビア語: رباط）は、イスラーム神秘主義（スーフィズム）の宗教施設。
元々はジハード（聖戦）における防衛拠点で、イスラームと異教との勢力圏の境に建設された軍事要塞であったが、13世紀ころからスーフィーの思想が浸透し礼拝や居住を行い宗教的な修行の場所として用いるようになり、宗教施設としての意味合いが強くなった。
イベリア半島から北アフリカ、シナイ半島、シリア地方と、歴史的にイスラームとキリスト教勢力が激しくぶつかり合った地域に多く見られる。
一部は、隊商が休憩や商売、防衛を行うキャラバンサライとして利用された。